# Baptista templom (Monmouth)
A monmouthi baptista templomot 1907-ben építették. A walesi kisváros baptista gyülekezete 1818-ban alakult. A templom a Monk Street-en áll.

## Története
A baptista gyülekezetet 1818-ban alapították, miután számos, szomszédos településeken szolgáló lelkipásztor ellátogatott a városba. A gyülekezet eleinte a Monnow Street egyik kis épületben tartotta összejöveteleit. Az első saját lelkipásztort 1831-ben nevezték. 1836-ban kibővítették, kápolnává alakították át az eredeti gyülekezeti helyet. Miután állapota jelentősen megromlott, az utóbbi években elbontották, helyén parkolót létesítettek.
Az új, azaz a jelenlegi templomot 1906-ban kezdték el építeni a newporti építész, Benjamin Lawrence tervei alapján. A viktoriánus stílusú templom a következő évben nyitotta meg kapuit. A templom szomszédságában áll a szintén Lawrence tervezte, 1867-ben épült egykori Working Men’s Institute (ma művészeti galéria). Az templomot régi vöröshomokkőből építették, külsőjét bathi mészkővel díszítették.

## Fordítás
- Ez a szócikk részben vagy egészben  a   Monmouth Baptist Church című angol Wikipédia-szócikk ezen változatának fordításán alapul.  Az eredeti cikk szerkesztőit annak laptörténete sorolja fel. Ez a jelzés csupán a megfogalmazás eredetét és a szerzői jogokat jelzi, nem szolgál a cikkben szereplő információk forrásmegjelöléseként.